# Terry Pomeroy
Terry Pomeroy – kanadyjski zapaśnik w stylu wolnym, zawodnik Uniwersytetu Nowego Brunszwiku.
Zdobył brązowy medal na mistrzostwach panamerykańskich w 1993. Na igrzyskach frankofońskich w 1994 był czwarty.